# Герцог де Виллар

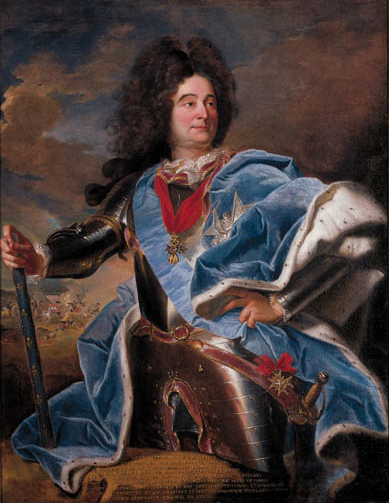
Клод Луи Эктор де Виллар (1653—1734), маршал Франции, 1-й герцог де Виллар (1705—1734)

Герцог де Виллар (фр. Duc de Villars) — французский аристократический титул, существовавший дважды в истории Франции (1627—1852, 1705—1770).
С 1627 по 1852 год титул герцогов де Виллар носили члены старшей ветви французского дома Бранкас, часто именуемые герцогами де Виллар-Бранкас
С 1705 по 1770 год титул герцогов де Виллар носили члены семьи де Виллар.

## Герцоги де Виллар из дома Виллар
Титул герцога де Виллар был создан в 1705 году королем Франции Людовиком XIV для маршала Клода Луи Эктора де Виллара (1653—1734). Родовым гнездом семьи де Виллар был замок Ла-Шапель-Виллар. В 1709 году маршал Виллар стал пэром Франции.
- 1705—1734: Клод Луи Эктор де Виллар (8 мая 1653 — 17 июня 1734), 1-й герцог де Виллар, маршал Франции. Старший сын дипломата Пьера де Виллара, маркиза де Виллара (1623—1698), и Марии Жиго де Бельфон (1624—1706).
- 1734—1770: Оноре-Арман де Виллар (4 октября 1702 — 1 мая 1770), 2-й герцог де Виллар, старший сын предыдущего. Скончался, не оставив после себя мужского потомства.

## Герцоги де Виллар из дома Виллар-Бранкас

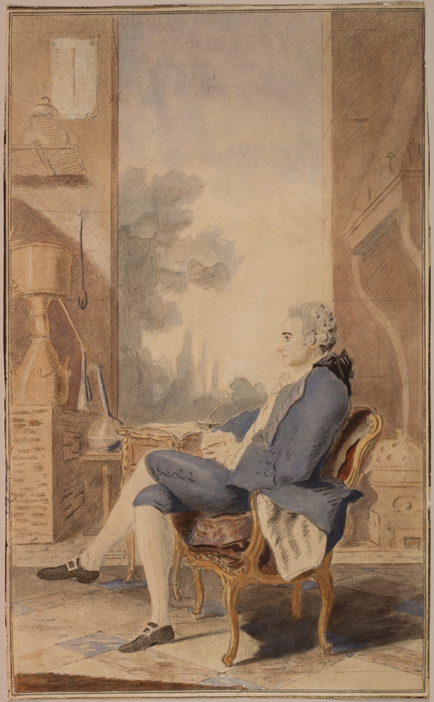
Луи-Леон-Фелисите де Виллар-Бранкас (1733—1824), 6-й герцог де Виллар-Бранкас (1794—1824)

Титул герцога де Виллара (именуемый герцог де Виллар-Бранкас), чтобы отличить от предыдущего, был создан в 1627 году королем Людовиком XIII для Жоржа Бранкаса (1582—1657). Родовой резиденцией герцогов был Виллар в современном департаменте Воклюз. В 1652 году Жорж Бранкас, 1-й герцог де Виллар-Бранкас, стал пэром Франции.
Семья герцогов де Виллар-Бранкас угасла в мужском поколении в 1852 году, со смертью Луи-Мари Виллара-Бранкаса, 7-го герцога (1772—1852). Его младшая дочь, Мария Жислен Иоланда (1818—1859), стала в 1846 году женой Фердинанда Гибона, графа де Фроэна (1807—1892). Семья Гибон де Фроэн приняла имя и герб рода де Бранкас. Их старший сын Анри-Мари-Дезире-Фердинанд Гибон де Фроэн де Бранкас (1852—1897) принял титул герцога де Бранкаса. Это было признано Испанией.
- 1627—1657: Жорж де Бранкас (1568 — 23 января 1657), 1-й герцог де Виллар. Сын Эннемона де Бранкаса (ум. 1568) и Катрин де Жуайез (ум. 1608)
- 1657—1679: Луи-Франсуа де Бранкас (ок. 1610 — 14 октября 1679), 2-й герцог де Бранкас, старший сын предыдущего
- 1679—1739: Луи I Виллар-Бранкас (14 февраля 1663 — 24 января 1739), 3-й герцог де Виллар-Бранкас, старший сын предыдущего.
- 1739—1751: Луи-Антуан де Виллар-Бранкас (12 февраля 1682 — 1 февраля 1760), 4-й герцог де Виллар-Бранкас, старший сын предыдущего
- 1751—1794: Луи II Виллар-Бранкас (5 мая 1714 — 10 января 1794), 5-й герцог де Виллар-Бранкас, единственный сын предыдущего
- 1794—1824: Луи-Леон-Фелисите де Виллар-Бранкас (3 июля 1733 — 8 октября 1824), 6-й герцог де Виллар-бранкас, старший сын предыдущего.
- 1824—1852: Луи-Мари де Виллар-Бранкас (12 мая 1772 — 1 мая 1852), 7-й герцог де Виллар-Бранкас, племянник предыдущего, сын Антуана де Бранкаса, графа Бранкаса (1735—1821), и Марии-Луизы де Левендаль (1746—1835).